# Kings Elliot
Kings Elliot (* 5. September 1994 als Anja Gmür) ist eine Schweizer Sängerin und Songwriterin. Sie thematisiert in ihren Songs ihre psychischen Herausforderungen wie zum Beispiel Panikattacken. Ihr Pseudonym wählte sie in Anlehnung an Lorde. Ihr gefiel «das Königliche, das Männliche, die Mehrzahl», was das Gegenteil von ihr sei, in Kombination mit dem Familiennamen Elliot.

## Biografie
Anja Gmür, Tochter einer englischen Mutter und eines Schweizer Vaters, wuchs in Wilen bei Wollerau und Altendorf im Schweizer Kanton Schwyz auf. Seit frühester Kindheit war sie musikbegeistert; sie sang im Chor und schrieb als Jugendliche ihre ersten Songs. 2008 bewarb sie sich bei der Schweizer Castingshow MusicStar, wurde jedoch beim Vorsingen als talentiert, aber zu jung abgelehnt. 2013 nahm sie bei The Voice of Switzerland teil, schied aber in der ersten Runde aus.
Nach der Matura machte sie eine kaufmännische Ausbildung. 2015 ging sie nach London und schrieb sich an einer Musikschule ein. Sie hielt sich mit Jobs über Wasser, komponierte Songs und hatte kleine Auftritte in Pubs. Durch die COVID-19-Pandemie fielen 2020 ihre Auftritte weg. Da von den Plattenfirmen, denen sie ihre Songs schickte, keine Reaktion kam, lud sie die Stücke im Internet hoch. Sie wurde von einem Musikmanager kontaktiert und erhielt 2021 einen Plattenvertrag bei Universal Music. Im Mai 2021 wurde sie von Radio SRF 3 als Best Talent ausgezeichnet.
Am 1. Dezember 2021 erschien ihre Debüt-EP Chaos in My Court. Der Song Dancing Alone wurde im Januar 2022 von der US-amerikanischen Schauspielerin Reese Witherspoon bei Instagram geteilt, wodurch Kings Elliot schlagartig grössere Bekanntheit erlangte.
Am 25. Mai 2022 hatte sie ihren ersten Auftritt in der Schweiz bei den Swiss Music Awards; sie war in der Kategorie Best Talent nominiert. Ihr zweiter Auftritt in der Schweiz fand am 9. Juni 2022 im Vorprogramm der Imagine Dragons in Bern statt. Es folgten Auftritte beim Montreux Jazz Festival (14. Juli) und am Gurtenfestival (15. Juli).
Am 25. August 2022 hatte sie einen Auftritt bei Inas Nacht. Im August und September 2022 begleitete Kings Elliot die Imagine Dragons auf ihrer grossen Nordamerika-Tour; dabei war auch der Rapper Macklemore. Im September 2022 erschien ihre zweite EP Bored of the Circus.

## Diskografie
EPs
- 2021: Chaos in My Court
- 2022: Bored of the Circus